# Altmetrics

El logotipo original del manifiesto Altmetrics.

Altmetrics se utiliza para designar a las nuevas métricas que se proponen como alternativas al factor de impacto, usado para las revistas científicas, y a los índices de citas de persona, como el índice h. Este término se propuso en 2010, como una generalización de las métricas usadas a nivel de artículo, y tiene sus raíces en la etiqueta de Twitter #altmetrics. Aunque a menudo las altmetrics se consideran como métricas sobre artículos, pueden utilizarse para personas, revistas, libros, conjuntos de datos, presentaciones, videos, repositorios de código fuente, páginas web, etc. Las altmetrics no solo cubren el número de citas, ya que también pueden usarse para otros aspectos del impacto de un trabajo, como cuántos datos o bases de conocimiento se refieren a él, visualizaciones del artículo, descargas, o menciones en medios sociales o en prensa.

## Adopción
Diferentes sitios web y proyectos calculan altmetrics, incluyendo ImpactStory, Altmetric.com, Plum Analytics, y CitedIn.  Diversos editores han comenzado a ofrecer esta información a los lectores, como por ejemplo BioMed Central, Public Library of Science, Frontieres, Nature Publishing Group, y Elsevier. Elsevier anunció en una nota de prensa que "progresivamente atendería a 
métricas adicionales, incluyendo las llamadas Altmetrics, como medida de
la influencia de revistas y de autores". Desde marzo de 2009, Public Library of Science también ha introducido métricas a nivel de artículo para todos ellos. Los agentes financiadores también han comenzado a mostrar interés en las métricas alternativas, incluyendo al UK Medical Research Council. Las Altmetrics han sido utilizadas en solicitudes y revisiones de promoción por investigadores. Además, varias universidades, incluyendo la University of Pittsburgh están experimentando con altmetrics a nivel de institución.
Sin embargo, se ha observado que un artículo necesita poca atención para subir hasta el primer cuartil del ranking de artículos, lo que sugiere que todavía no hay disponibles suficientes fuentes de altmetrics para obtener una visión equilibrada del impacto de la mayoría de los artículos.
Resulta fundamental para determinar el impacto relativo de un artículo que el servicio que se trate para calcular las estadísticas de altmetrics utilice una base de conocimiento de considerable tamaño. La tabla siguiente muestra el número de artículos cubiertos por dos de estos servicios:
| Servicio      | Número de artículos |
| ------------- | ------------------- |
| Altmetric.com | 2.007.115           |
| ImpactStory   | 364.000             |

## Origen
Los orígenes de los almetrics están ligados a los principios de la webmetría, es decir, el análisis cuantitativo de la estructura y uso de los recursos de información y tecnologías en la web con el apoyo de métodos bibliométricos y informétricos. En sus inicios, se presumió de las almetrics como una cienciometría 2.0, aunque actualmente se considera como parte coadyuvante de los demás métodos cuantitativos que estudian las actividades científicas, incluyendo aquí la cienciometría, la bibliometría y la cibermetría, todas ellas parte de un campo mayor llamado informetría.
El surgimiento de estas herramientas como respuesta complementaria a las métricas establecidas para medir la producción científica va directamente ligado a la insuficiencia de las métricas convencionales actuales para aprovechar los beneficios de la web social y sus amplias posibilidades de mejorar la comunicación científica de manera instantánea, libre y con una mayor audiencia. Una de las causas de la creación de estos nuevos tipos de métricas alternativas es la lentitud y recortes de información que ofrecen las métricas tradicionales, como son la revisión por pares o el índice de citas de un artículo.

## Ventajas
Con las herramientas de las web social, la visibilidad de la producción científica se ha incrementado, y no solo hacia la comunidad científica, sino también al público en general. Además, el análisis del número de veces que un artículo ha sido mencionado en las redes es mucho más rápido que el número de citas que manejan los índices tradicionales. Otras ventajas, se pueden resumir de la siguiente manera:
- Una comprensión mejor matizada del impacto que genera la lectura de un artículo, pues es posible saber si se leyó, si se discutió en algún grupo o blog, si se guardó o si también fue recomendado.
- Abren una ventana al impacto de los productos académicos basados en la web, como son las bases de datos, el software, los blogs y los videos.[26][25]

## Categorías
Los altmetrics son un amplio grupo de indicadores que abordan diferentes aspectos del impacto que un artículo o un trabajo pueden tener. En septiembre de 2012  ImpacStory propuso una clasificación de los indicadores de altmetrics, muy similar a la utilizada por la Public Library of Science (PLOS):
- Visualizaciones - Visualizaciones HTML y descargas de PDF.
- Comentarios - Comentarios en revistas, blogs científicos, Wikipedia, Twitter, Facebook y otros medios de comunicación social.
- Marcadores - Mendeley, CiteUlike y otros marcadores sociales.
- Citas -  Citas en la literatura académica, identificados por Web of Science, Scopus, CrossRef y otros similares.
- Recomendaciones - por ejemplo utilizado por F1000Prime.[29]

### Visualizaciones
Uno de los primeros indicadores alternativos que se va a utilizar es el número de visualizaciones o de consultas de un documento. Tradicionalmente, un autor quiere publicar en una revista que tenga una tasa de suscripción alta, porque de esta forma más público puede tener acceso a su investigación. Con la introducción de las tecnologías web va a ser posible saber con cuánta frecuencia es visualizado un documento dado en realidad. En general, los editores contabilizan el número de visualizaciones de los documentos HTML y de las descargas de documentos PDF.  Desde 2004 BMJ (antiguo British Medical Journal)  ya publicaba el número de visualizaciones de sus artículos, en el cual se mostraba una cierta correlación con el número de citas que recibían.

### Comentarios
El comentario o discusión de un artículo puede ser visto como una métrica que muestra el impacto potencial del artículo en cuestión. Las fuentes típicas de los datos para el cálculo de este indicador incluyen Facebook, Google+, Twitter, blogs científicos y páginas de Wikipedia . Se ha estudiado la correlación entre las menciones y el “me gusta” y las citas en la literatura científica primaria, y parece que existe una ligera correlación, por ejemplo, en artículos de PubMed.  En 2008, el Journal of Medical Internet Research empieza a publicar las consultas y los tuits sobre los artículos. Estas " tweetations " van a resultar ser un buen indicador de los artículos más citados. Esto permite proponer al autor un factor “Twimpact ", que correspondería al número de tweets que recibe un artículo en los primeros siete días desde su fecha de publicación, y un "Twindex", que sería el rango de percentil de Twimpact del artículo en cuestión.
Además de Twitter y de otras redes sociales, los blogs han demostrado ser una poderosa plataforma pera comentar la literatura científica. Existen diversas plataformas para seguir el rastro de los artículos que se comentan en los blogs. Almetric.com utiliza esta información para calcular las métricas, mientras que otras herramientas, como ResearchBlogging y Chemical blogspace,  solo informan de dónde se produce el comentario o discusión. Por otra parte, estas plataformas pueden incluso ofrecer un ranking de artículos y recomendaciones de los mismos, como hace Faculty of 1000.

### Marcadores
También puede ser informativo el número de personas que guardan un marcador de un documento dado. La idea subyacente a esta métrica es que una persona no guardaría en sus marcadores un artículo que no fuese de importancia para su propio trabajo. Los proveedores de este tipo de información incluyen servicios de marcadores específicamente orientados a las publicaciones científicas como CiteULike y Mendeley .

### Citas
Además de los indicadores tradicionales basados en las citas que se utilizan en la literatura científica, como por ejemplo los ofrecidos por Web of Science, Scopus, Google Scholar, CrossRef y PubMed Central, los altmetrics también utilizan las citas que se obtienen de fuentes secundarias, y de otras fuentes de información. Por ejemplo, ImpactStory contabiliza el número de veces que un artículo ha sido citado en Wikipedia.

## Interpretación
Mientras el concepto de almetrics está en discusión, también se cuestiona la interpretación de las métricas de altmetrics en particular. Los defensores de los altmetrics dejan claro que muchos de los indicadores muestran más la influencia o el compromiso sobre un tema, que el impacto real en el progreso de la ciencia. Es necesario señalar que incluso las métricas basadas en citas no aseguran que una puntuación alta indique un impacto positivo en la ciencia; es decir, que los documentos pueden ser citados en artículos que no estén de acuerdo o que rebatan el artículo citado. Este es un tema tratado, por ejemplo, por el proyecto Citation Typing Ontology Archivado el 10 de febrero de 2015 en Wayback Machine..

## Controversia
Resulta controvertida la utilidad de las métricas para estimar el impacto, pero existe una clara necesidad en la comunidad científica: las entidades financiadoras exigen indicadores cuantitativos y mensurables sobre el impacto de los fondos provistos.  Al igual que el resto de indicadores, los altmetrics son sensibles a la auto-cita, a los juegos de azar y a otros mecanismos para aumentar el impacto aparente de un tema o un autor.  También se ha argumentado que los indicadores adoptados en la actualidad son aquellos que muestran un impacto positivo, mientras que los indicadores negativos también tendrían que ver reconocida su importancia.
Sin embargo, ha de tenerse en cuenta que las métricas no son más que el resultado del seguimiento de cómo se utilizan los resultados de investigación. Realmente, es más significativo saber cuáles son los documentos que citan a otro, que conocer la frecuencia con la que se cita un documento. Esta información permite a los investigadores saber cómo su investigación influye, o no lo hace, en su campo de estudio. También hay que considerar que la puntuación obtenida en cada campo no informa directamente de la calidad o del impacto del documento. Por ejemplo, un artículo muy discutido puede ser simplemente muy controvertido: los artículos que se comentan en el Retraction Watch generalmente obtienen altos indicadores en altmetrics, a pesar de que estén siendo retirados de la literatura científica.
Otra fuente de objeciones contra los altmetrics, y contra otras métricas, es de qué forma las universidades están usando estas métricas para generar rankings de sus profesores e investigadores.
Los proveedores de métricas también ofrecen acceso a la información de cómo se calculan los indicadores. Web of Science indica cuáles son los documentos que citan a otro, ImpactStory señala qué páginas de Wikipedia hacen referencia al documento, y CitedIn recoge qué bases de datos indizan el documento.
Los almetrics pueden ser manipulados: por ejemplo, los “me gusta” y las menciones se pueden comprar. Los altmetrics pueden resultar más difíciles de normalizar que las citas. Un ejemplo de ello es el número de tuits y enlaces a un artículo, que puede variar ampliamente dependiendo de cómo se recopilen los tuits.
Los altmetrics de los artículos más recientes pueden ser más altos a causa del aumento de la captación de interés a través del web social, y por el hecho de que los artículos se mencionan principalmente cuando se produce la novedad de su publicación. Como resultado de ello, no parece justo comparar las puntuaciones "altmétricas" de los artículos a no ser que haya sido publicados en el mismo año y en momentos similares del mismo, debido al rápido crecimiento de los sitios de web social.
Una investigación reciente muestra que Altmetrics reproduce sesgos de género encontrados en las prácticas de publicación y citación: por ejemplo, los artículos académicos escritos exclusivamente por mujeres obtienen una puntuación un 27% inferior de media que los artículos escritos exclusivamente por hombres. Al mismo tiempo, las puntuaciones de 0 pertenecen predominantemente a publicaciones de hombres.

## Investigación en curso
Los casos y las características específicas de uso son un campo de investigación activo en bibliometría. buscando proporcionar los datos necesarios para medir adecuadamente el impacto de los altmetrics por sí mismos. La Public Library of Science tiene una  Altmetrics Collection e Information Standards Quarterly  ha publicado recientemente un número especial sobre los altmetrics.